# Julio von Mühlenbrock
Julio Ernesto von Mühlenbrock Lira (La Serena, 25 de agosto de 1912 - La Unión, 8 de junio de 2000) fue un periodista y político chileno.

## Primeros años de vida
Nació en La Serena, siendo hijo de Alejandro Von Mühlenbrock y de Francisca E. Lira. Es el tío del diputado Gastón Von Mühlenbrock Zamora. De profesión periodista. 
Se casó con Aida Michaelis Cárcamo y tuvieron dos hijas, Gisela e Ilona von Mühlenbrock Michaelis: Luego de su separación se casó con María Erica Muñoz Barría, con quien tuvo un hijo, Julio Von Mühlembrock Muñoz.
Fue director del periódico El Correo de Valdivia. Fue representante de la Sociedad Periodística del Sur (Sopesur).

## Vida política
Se inició en la política como integrante del Partido Agrario Laborista (PAL), del cual llegó a ser secretario. Se demostraba contrario a la directiva del partido, encabezada por Rafael Tarud, por lo que en 1954 se sumó al Partido Agrario Laborista Recuperacionista, que negó su apoyo a Carlos Ibáñez en 1957.
Fue diputado por Llanquihue, Puerto Varas, Maullín, Calbuco y Aysén por el período 1953-1957, y reelecto para el período 1957-1961. Integró la Comisión Permanente de Hacienda y fue miembro del Comité Parlamentario Agrario Laborista. Paralelamente, fue consejero del Banco de Chile, entre los años 1953 a 1955.
Posteriormente regresó al PAL, y ejerció como su presidente en 1957, y tras la disolución del partido en 1958 ingresó al Partido Liberal, y fue elegido senador por Valdivia, Osorno, Llanquihue, Aysén, Chiloé y Magallanes, para el periodo de 1961 a 1969. Integró la Comisión Permanente de Economía y Comercio; la de Agricultura y Colonización; la de Policía Interior; la de Hacienda; y la de Obras Públicas. Miembro del Comité Parlamentario Liberal, 1965 y 1966. En 1964 viajó a Washington, a la Tercera Conferencia Interparlamentaria Americana.
En 1966, renunció al Partido Liberal y se mantuvo por un tiempo como independiente (1966-1968), para luego incorporarse al Partido Nacional. Fue reelecto senador por Llanquihue, Osorno y Valdivia para el periodo 1969-1973. Fue senador reemplazante en la Comisión Permanente de Gobierno; en la de Constitución, Legislación, Justicia y Reglamento; en la de Educación Pública; en la de Trabajo y Previsión Social; en la de Agricultura y Colonización; en la de Relaciones Exteriores; y en la de Salud Pública.
Entre otras actividades, fue consejero de la Caja de Crédito Agrario y de la Corporación de Fomento de la Producción (CORFO). Además fue delegado zonal en el sur de Chile de la organización Defensa de la Raza.

## Historial electoral

### Elecciones parlamentarias de 1969
- Elecciones parlamentarias de 1969  Candidato a Senador Novena Agrupación Provincial, Valdivia, Osorno y Llanquihue. Período 1969-1977 (Fuente: Diario El Mercurio, 4 de marzo de 1969).